# Isabella Piccini
Isabella Piccini, geboren Elisabetta Piccini (Venetië, 1644 - aldaar, 29 april 1734) was een Italiaans graveur.

## Leven
Elisabetta Piccini werd in 1644 geboren als telg van een Venetiaans geslacht van grafisch kunstenaars.
Haar vader Jacopo en haar oom Guglielmo graveerden reproducties van schilderijen van Titiaan en Rubens, maar maakten ook illustraties voor drukkers en uitgevers. Ze werd door haar vader in het ambacht opgeleid en toen hij overleed, verzocht ze in 1663 de doge om het alleenrecht op afdrukken van bepaalde gravures. De Senaat verleende haar dit recht, waarmee ze zelfstandig ondernemer werd. In 1663 trad ze toe tot het clarissenklooster Santa Croce in Venetië en nam ze de naam van Zuster Isabella ("suor Isabella") aan, waarmee ze haar werk ging signeren. Een veertigjarige carrière als leverancier van prenten aan verschillende uitgevers, zoals Bartoli (Venetië), de Tipografia del Seminario (Padua), Gromi (Brescia) en de Remondini (Bassano) begon. Voor 200 ducaten kocht ze jaarlijks haar verplichtingen als non in het klooster af. Ook betaalde ze de bruidsschat voor haar zus Franceschina, die in 1673 intrad in haar klooster maar in 1684 uittrad om te trouwen. 
Op 74-jarige leeftijd werd Zuster Isabella in 1718 benoemd tot abdis. Tot 1724 bekleedde ze dit ambt dat haar zwaar viel. Ze overleed in Venetië op 29 april 1734.

## Werk
Piccini maakte vooral grafiek voor kerkelijke teksten, zoals vaak eenvoudige vrome voorstellingen voor missalen, gebedenboeken, brevieren, biografieën van heiligen, maar ook wereldse prenten als allegorieën en illustraties van handboeken over filosofie, paarden en van dichtwerk, bijvoorbeeld de uitgave van Torquato Tasso's Gerusalemme liberata (1683). De Remondini's, haar favoriete uitgevers, stuurden haar koperplaten en soms ook de afbeeldingen om te graveren, getuige de overgeleverde correspondentie. Ze bracht geen innovaties aan en in de negentiende eeuw werd hard over haar werk geoordeeld door de Italiaanse kunsthistoricus en abt Luigi De Angelis, die haar werk als meer vroom dan kunstzinnig afdeed, maar in haar tijd werd ze bijzonder gewaardeerd door de katholieke geestelijkheid en een breed publiek.

## Galerij

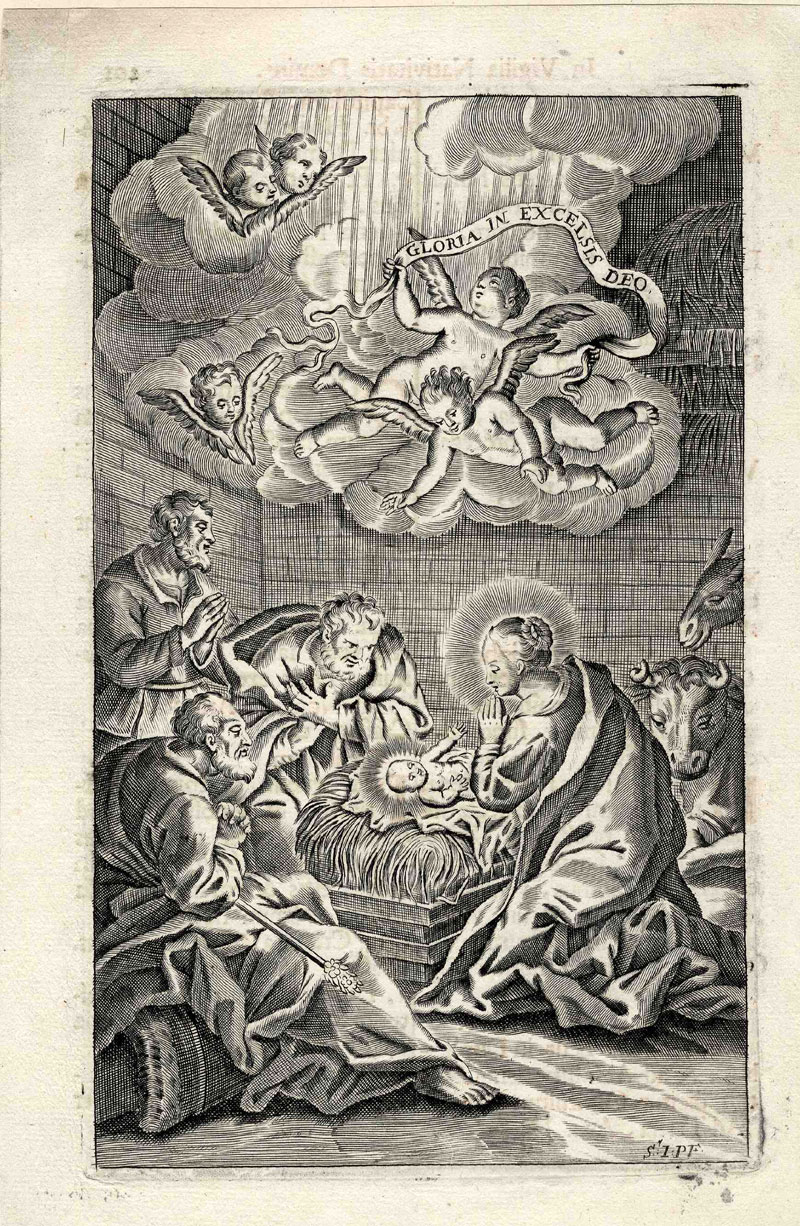
Isabella Piccini: Aanbidding van de herders
Isabella Piccini: Titelpagina van Joannes Palatius (Giovanni Palazzi (Venetië, ongeveer 1640 – 1703)): De dominio maris libri duo, Venetië 1663
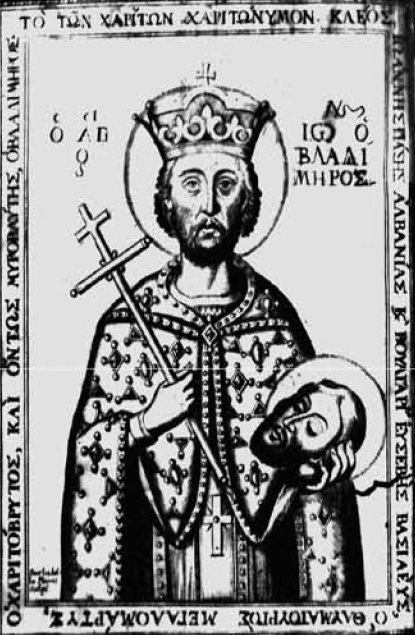
Isabella Piccini: De Servische Sint Jovan Vladimir (omstreeks 990 – 1016) in een Griekse hagiografie, Venetië 1690
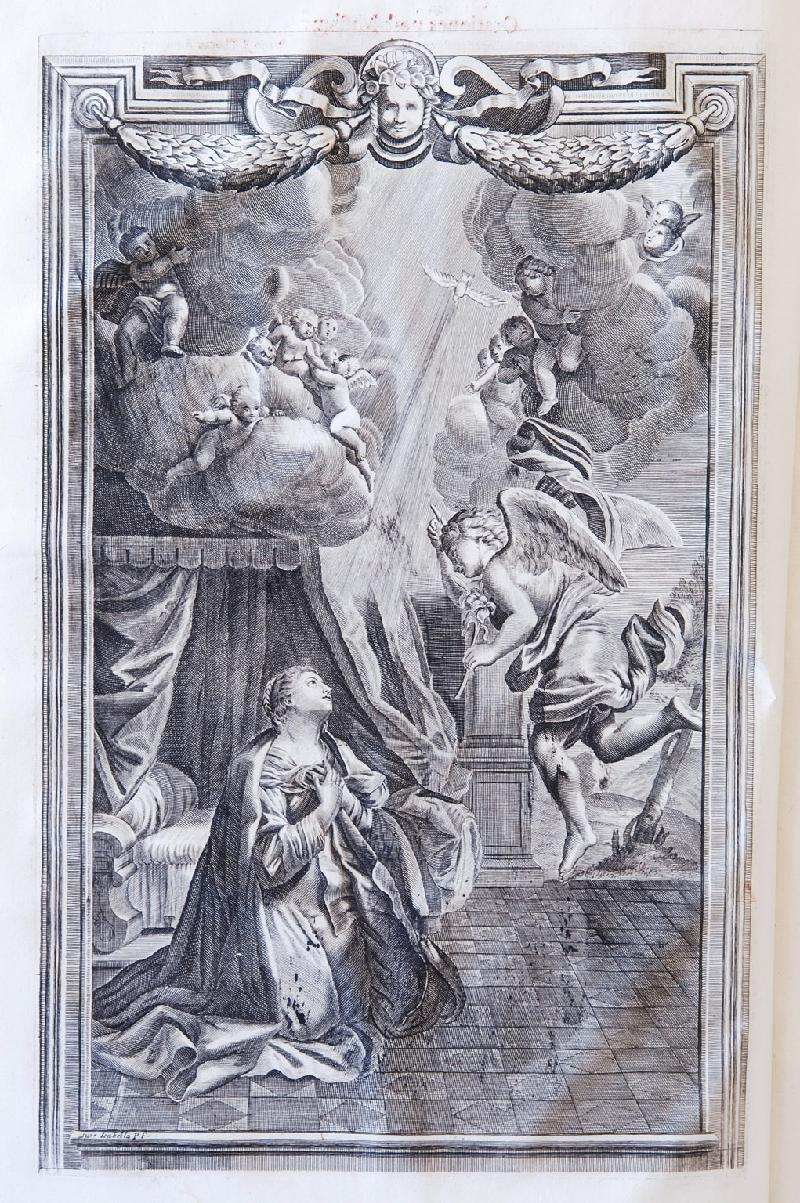
Maria Boodschap
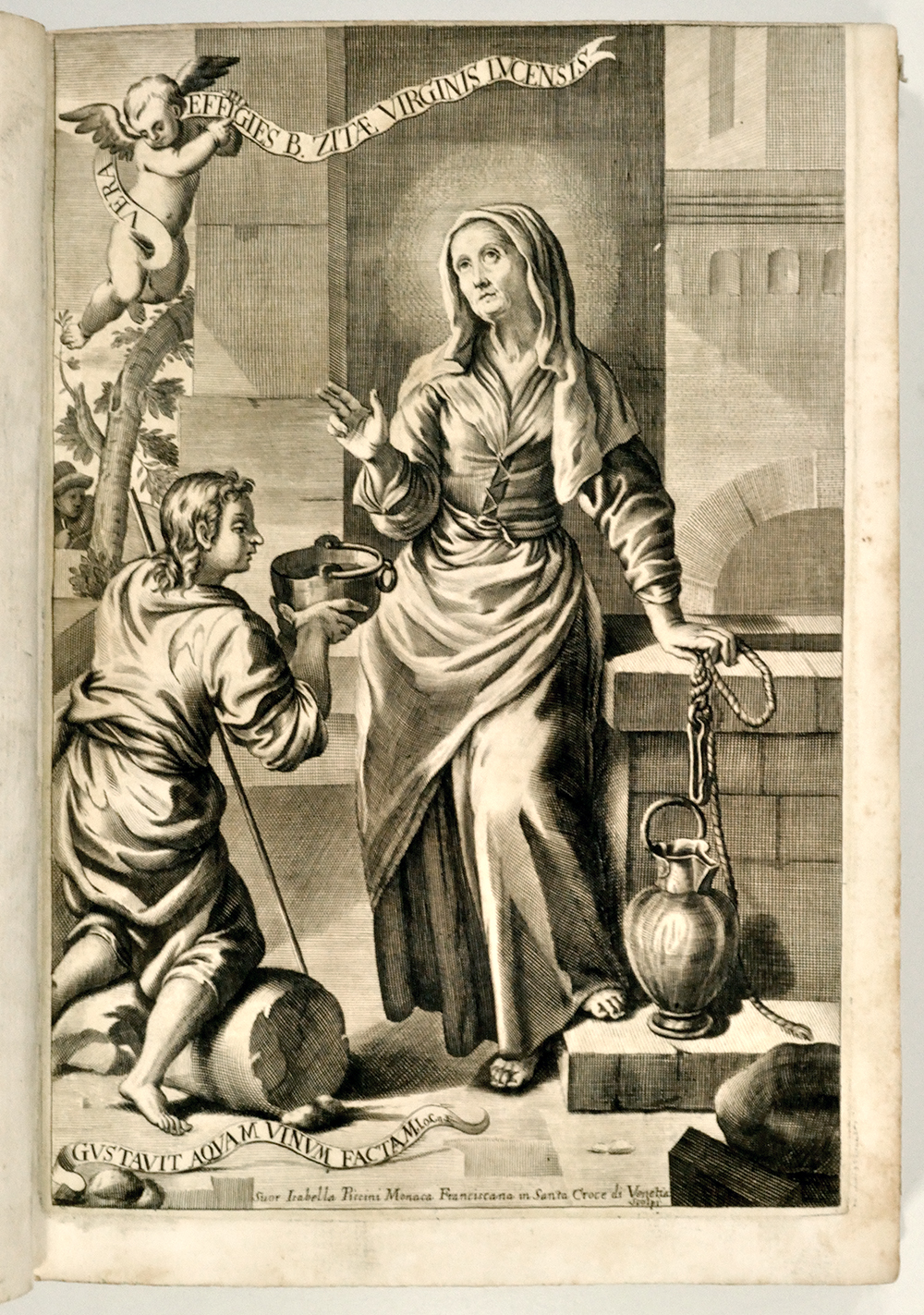
Frontispice van Fatinellus de Fatinellis (1627–1719): Vita beatae Zitae virginis Lucensi over de heilige Zita
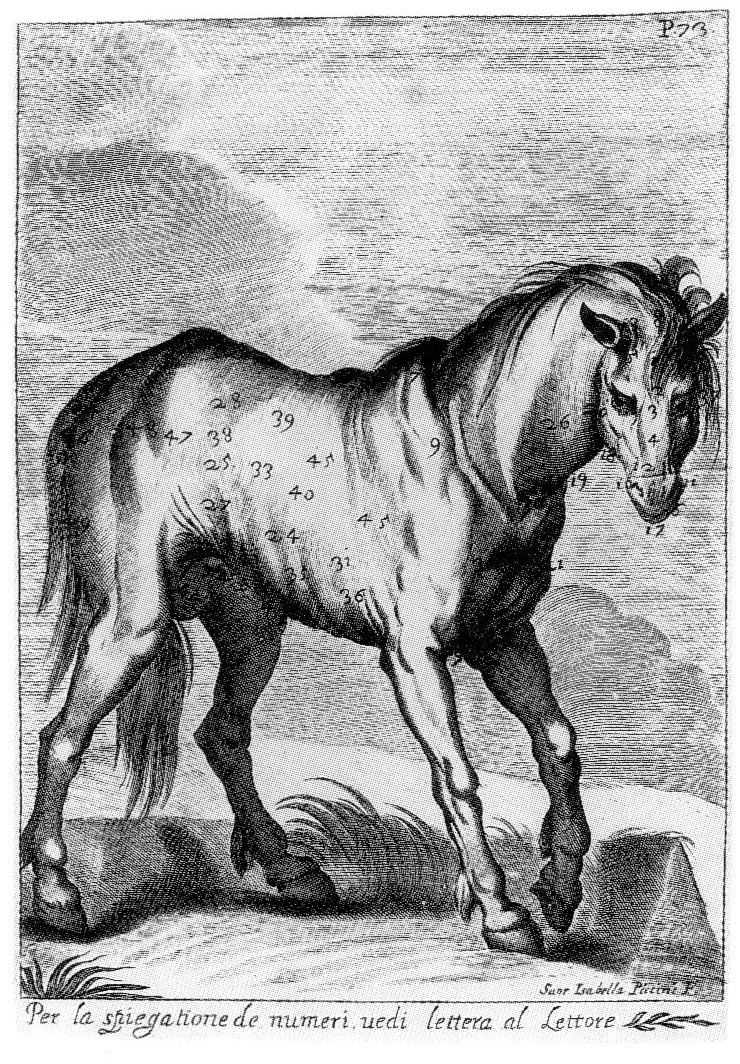
"Cavallo imperfetto del Polesine", onvolmaakt paard uit de regio Polesine

## Door haar geïllustreerde boeken
Onder meer:
- Bernardo Giustiniani: Historia generale della monarchia Spagnuola antica e moderna, Combi & LaNoù, Venezia 1674. Koninklijke Bibliotheek, Den Haag.[dode link]
- Fatinellus de Fatinellis (1627–1719): Vita beatae Zitae virginis Lucensis, ex vetustissimo codice m.s. fidelitèr transumpta, Typographia Filoniana, Ferrara, 1688. SMU Bridwell library met biografie.
- Carlo Labia († 1701) Antonio Zanchi (1631-1722), Isabella Piccini (1644-1734), Domenico Uberti: Simboli predicabili : estratti da sacri evangeli che corrono nella quadragesima : delineati con morali, & eruditi discorsi, Bernardin Barbieri, Ferrara 1692

- Art Gallery of South Australia: 11085
- Biblioteca Nacional de España: XX5544114
- Bibliothèque nationale de France: cb14062169p (data)
- Catàleg d'autoritats de noms i títols de Catalunya: 981058515201706706
- Gemeinsame Normdatei: 12499203X
- International Standard Name Identifier: 0000 0001 1573 8460
- Library of Congress Control Number: nr94036338
- Nationale Bibliotheek van Tsjechië: jo2003169823
- Réseau des bibliothèques de Suisse occidentale: 02-A003692050
- RKD-Nederlands Instituut voor Kunstgeschiedenis: 63284
- Istituto Centrale per il Catalogo Unico: BVEV066081
- Système universitaire de documentation: 035329521
- Union List of Artist Names: 500043020
- Virtual International Authority File: 69876180
- WorldCat: E39PBJqKbpKqdY7yvYWrMMyPQq